# 亞洲大學附屬獸醫教學醫院

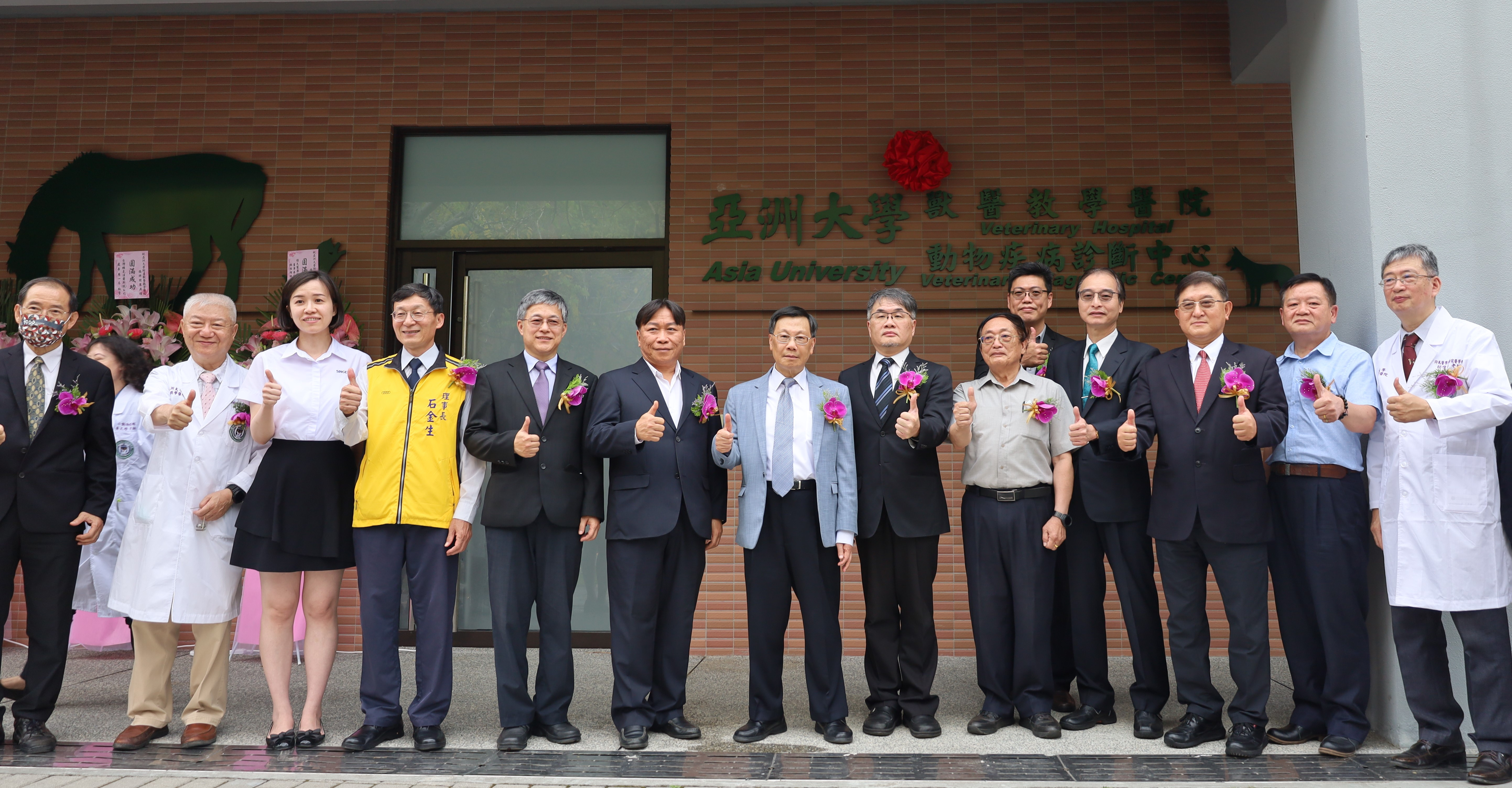
亞洲大學附屬獸醫教學醫院

亞洲大學附屬獸醫教學醫院，簡稱亞大動物醫院，是位於台灣台中市霧峰區的獸醫醫院，是亞洲大學於2023年5月19日成立。為臺灣第1家私立大學附屬獸醫教學醫院，也是台灣中部繼中興大學獸醫教學醫院後的第二家大學附設獸醫院。

## 醫療項目
- 伴侶動物門診：內科、外科、中獸醫科
- 專科門診：眼科、心臟科、行為醫學科、非犬貓伴侶動物門診
- 外科門診：軟組織外科、牙科、神經科

## 外部連結
- 官方网站